# Pandanus parachevalieri
Pandanus parachevalieri är en enhjärtbladig växtart som beskrevs av Huynh. Pandanus parachevalieri ingår i släktet Pandanus och familjen Pandanaceae.
Artens utbredningsområde är Guinea. Inga underarter finns listade.